# Zadzim (gmina)
Zadzim – gmina wiejska w województwie łódzkim, w powiecie poddębickim. W latach 1975–1998 gmina położona była w województwie sieradzkim.
Z „Raportu o stanie Gminy Zadzim za rok 2022” wynika, że największą miejscowością pod względem liczby mieszkańców są Zygry (wieś) liczące 244 osoby. Powyżej 200 osób liczy jeszcze tylko Zadzim z 212 osobami. Najmniej liczne jest Hilarów z 6 mieszkańcami. Pod względem powierzchni największe są sołectwa Zygry 992 ha, Pałki 859 ha, Otok 759 ha i Ralewice 696 ha. Dużo poniżej średniej – 427 ha, zajmują niespełna 200-hektarowe wsie Piotrów i Stefanów.
Siedziba gminy to Zadzim.
Według danych z 30 czerwca 2004 gminę zamieszkiwało 5416 osób. Według danych z 30 grudnia 2009 roku gminę zamieszkiwało już 5221 osób.

## Historia gminy
Tereny leżące w obrębie administracyjnym dzisiejszej gminy Zadzim mają długą i dosyć bogatą historię, zamieszczona ona została w „Szkicach dziejów sieradzkiego” J. Śmiałkowskiego.
Na obszarze sołectwa Grabina odkryto najstarsze ślady osadnictwa zlokalizowane na terenie gminy. Położone tam obozowisko pasterzy koni datowane jest na ostatni okres ery kamienia łupanego (2500–1700 r. p.n.e.). Na młodsze ślady obecności ludzi natrafiono w sołectwie Małyń, gdzie znaleziono dwa naczynia wykonane z brązu, które według historyków powstały w latach 800–600 p.n.e. (ostatni okres epoki brązu). Kolejna wzmianka pochodzi dopiero z okresu wczesnego średniowiecza, kiedy to przez północno-wschodni skraj gminy przebiegał publiczny trakt łączący Ruś z Pomorzem Zachodnim.
Na przełomie XI i XII w. obszar centralnej Polski pierwsi Piastowie podzielili na jednostki terytorialne zwane kasztelaniami. Tereny gminy Zadzim podzielone zostały na dwie części: północną – przynależną do kasztelanii spicmierskiej i południową włączoną do kasztelanii sieradzkiej, której zasięg wyznaczały obecne wsie Zadzim i Chodaki.
Taki podział ziem przetrwał do XIV w., kiedy to na skutek kolejnej reformy ustrojowo – administracyjnej zniesiono kasztelanie, a na ich miejsce powołano nowe jednostki terytorialne – powiaty. Obszar gminy Zadzim w całości wcielony został w leżący pomiędzy Wartą a Nerem powiat szadkowski.
W 1331 r. na ziemię sieradzką najechały wojska zakonu krzyżackiego. Jeden z oddziałów maszerując z Bałdrzychowa do Sieradza przeszedł przez teren gminy Zadzim plądrując osady wiejskie znajdujące się wzdłuż jego trasy. Mieszkańców zabijano lub brano w niewolę, a budynki łupiono i palono. Grabieżcy po zniszczeniu Sieradza wycofali się na północ w kierunku Kujaw, gdzie miała miejsce bitwa pod Płowcami.
Z 1368 r. pochodzą pierwsze wzmianki dotyczące wsi Zadzim. W dokumentach z 1386 r. możemy przeczytać o Piotrze z Zadzimia, który był proboszczem tamtejszej parafii. Pod koniec XIV w. właścicielem wsi i posiadaczem okolicznych włości był szlachcic „Bennasius de Sadzim”.
Przed początkiem XVI w. na obszarze gminy powstały dwie nowe parafie, w Wierzchach i zlokalizowanym nad Nerem Małyniu. Według Statutu Łaskiego Hallera z 1506 r., w wyżej wymienionych miejscowościach istniały już szkoły przyparafialne, a tamtejsi proboszcze oprócz prowadzenia edukacji trudnili się także zbieraniem podatków. Rozwój gospodarczy, który objął ziemię sieradzką w XVI w. zaowocował nadaniem praw miejskich Małyniowi w 1549 r., jednak to szlacheckie miasto (jedyne, jakie kiedykolwiek znajdowało się na obszarze gminy Zadzim) dosyć szybko straciło swe znaczenie i około 1654 r. zostało zdegradowane do rangi osady wiejskiej.
Na XVI w. można datować również podział włości zadzimskich na trzy części: Wolę Sypińską, Wolę Zaleską i Wolę Zadzimską (obecną Wolę Flaszczynę). Posiadłości te przechodziły z rąk do rąk, aby na przełomie XVIII i XIX w. stać się własnością rodu Jarocińskich.
W okresie zaborów powiat szadkowski, w skład którego wchodzi w całości obszar gminy Zadzim, włączony został w obręb guberni kaliskiej. Podczas istnienia Księstwa Warszawskiego (tj. lata 1807–1815) przeprowadzono reformę administracyjną, która wniosła nowe jednostki terytorialne najniższego rzędu zwane gminami. Prawdopodobnie w tamtym okresie powstał prototyp obecnej gminy Zadzim. Pierwsza wzmianka potwierdzająca istnienie tej gminy pochodzi z 1864 r., kiedy to po powstaniu styczniowym obszar gminy wraz z przylegającą na północy gminą Wierzchy (część tej gminy wchodzi w obecne terytorium gminy Zadzim) został włączony w obręb świeżo powstałego powiatu sieradzkiego. Rabunkowa działalność gospodarcza prowadzona w XIX w. przez rosyjskich zaborców doprowadziła do regresu na terenie gminy Zadzim: popularne stały się emigracje ludności, zwłaszcza do Łodzi i innych uprzemysłowionych miast, zamknięto szkołę w Zadzimiu (1821 r.), a wsie Iwonie i Charchów Księży nawiedziła epidemia tyfusu i cholery, która pochłaniając wiele ofiar, prawie całkowicie wyludniła te miejscowości.
W trakcie I wojny światowej gmina Zadzim uniknęła bezpośrednich skutków działań wojennych, nie będąc areną zmagań pomiędzy armią niemiecką i rosyjską. Pomimo tego, sytuację ekonomiczną gminy po odzyskaniu przez Polskę niepodległości, określić można jako nie najlepszą, a próby poprawy tego stanu (m.in. założenie kas spółdzielczo-pożyczkowych w Zadzimiu i Ralewicach w 1928 r.), nie przyniosły oczekiwanych efektów.
Podczas II wojny światowej na terenie gminy Zadzim także nie doszło do ważniejszych potyczek. Obszar gminy zajęty został przez wojska okupanta 5 IX 1939 r., kiedy to wobec krytycznej sytuacji, Armia „Łódź” wycofała się z linii obrony wzdłuż Warty i Widawki w kierunku Wisły.
Wprowadzone przez Niemców represje bardzo dotknęły ludność wiejską gminy. Oprócz ograniczenia dostępu do opieki zdrowotnej i podstawowych artykułów spożywczych, uniemożliwieniu kształcenia się i rozwoju życia kulturalnego, towarzyskiego i religijnego, okupanci prowadzili zakrojoną na szeroką skalę eksterminację ludności. Na podstawie opowiadań miejscowej ludności dowiadujemy się o licznych egzekucjach, łapankach i wywózkach Polaków na przymusowe roboty w głąb Rzeszy i do okupowanych krajów.
Już w 1939 r. Niemcy wprowadzili zmiany w podziale administracyjnym. Tereny zlikwidowanej gminy Zadzim włączono w obręb gminy Wierzchy, którą podobnie jak cały powiat sieradzki wcielono w skład Kraju Warty.
W 1940 r. we wsi Zadzim hitlerowcy utworzyli organizację partyjną NSDAP. Zadaniem tej organizacji skupiającej głównie przesiedlonych Niemców, było kontrolowanie związków paramilitarnych, gospodarczych i administracyjnych działających na podległej jej obszarze.
Obszar gminy Zadzim, podobnie jak cała północna część byłego województwa sieradzkiego, zdobyty został przez armię radziecką w połowie stycznia 1945 r. błyskawiczną ofensywą przeprowadzoną przez marszałka Żukowa. Dzięki temu zaskoczone oddziały niemieckie nie podjęły walki i okolice Zadzimia nie ucierpiały w wyniku zbrojnych potyczek.
Po wojnie nastąpił intensywny rozwój kulturalny i gospodarczy gminy. Duże inwestycje pozwoliły na utworzenie nowych szkół w Zadzimiu, Małyniu i Zygrach, otwarto także gminne biblioteki publiczne zlokalizowane w Zadzimiu i Wierzchach. Reforma administracyjna z 1973 r. wyznaczyła obecne terytorium gminy Zadzim, które na skutek przemian terytorialnych z 1999 r. włączone zostało w obręb powiatu poddębickiego.

## Zabytki
Na obszarze gminy Zadzim zlokalizowane są liczne obiekty zabytkowe, z których ważniejsze zostały umieszczone w rejestrze zabytków. W skład dóbr kulturowych wchodzą głównie zabudowania sakralne, szlacheckie pałace i przydworskie parki, otaczające znaczniejsze posiadłości.
Obiekty o najwyższych walorach zabytkowych to:

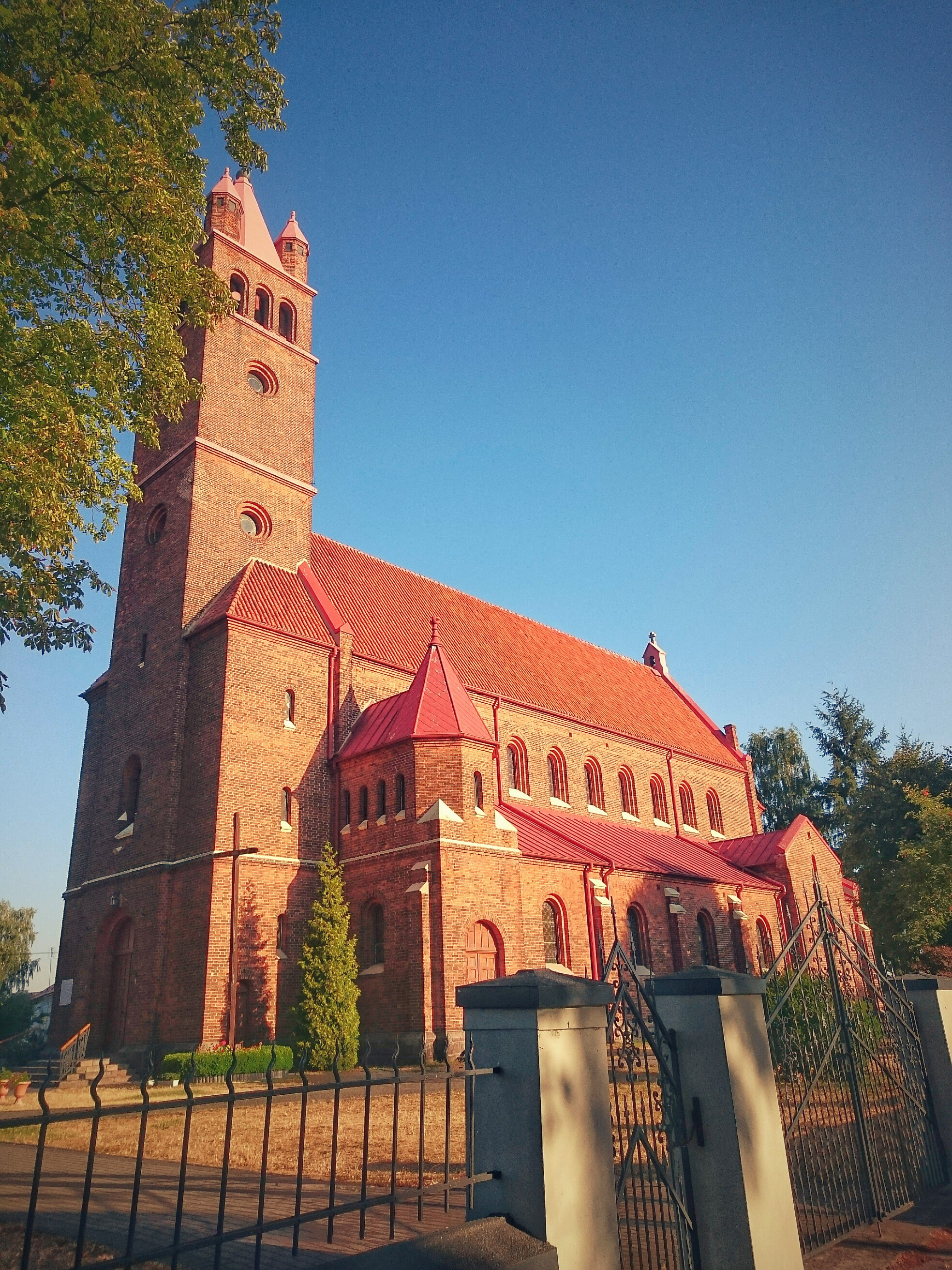
Kościół św. Andrzeja Apostoła w Małyniu

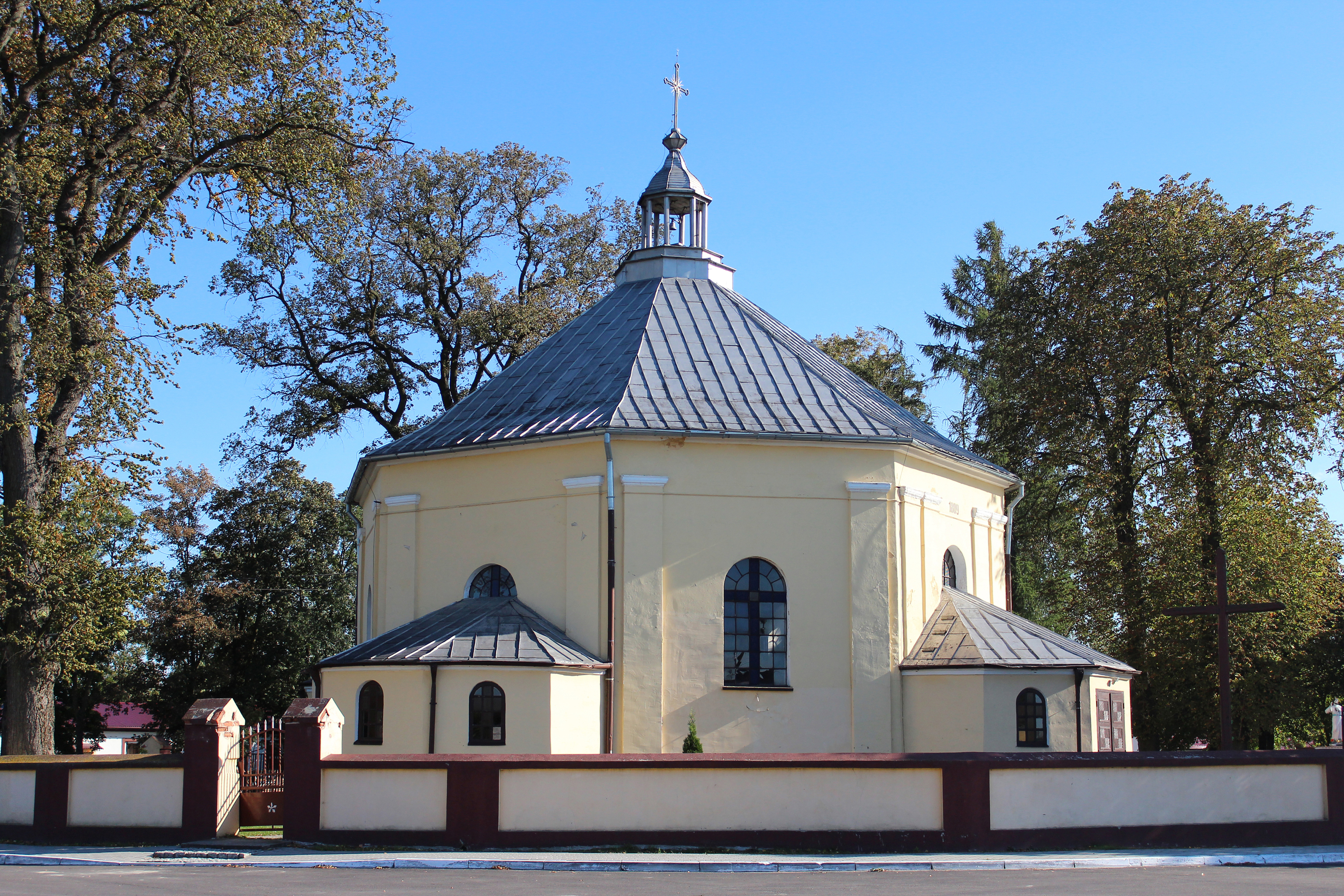
Kościół św. Rocha w Zygrach

- Kościół parafialny pw. św. Andrzeja Apostoła w Małyniu. Powstał w latach 1907–1912 za księdza kanonika Franciszka Maliaszka, na miejscu poprzedniego drewnianego z 1752 roku. Jest to trójnawowy, bazylikowy, nieorientowany kościół zbudowany w stylu neoromańskim z krzyżowym i kasetonowym stropem. Ołtarze w stylu barokowym pochodzące z XVII i początku XVIII wieku. Kościół wielokrotnie był malowany i konserwowany, ostatnio odnawiany w 1977 r.

- Kościół parafialny pw. św. Mikołaja w Wierzchach (dekanat szadkowski). Wybudowany w 1727 roku, w miejscu pierwotnego kościoła drewnianego wzniesionego w II poł. XV w. W 1785 r. drewniana konstrukcja została umocniona kamienną podmurówką, w 1908 miał miejsce kolejny remont – wzmocniono ściany stalowymi cięgnami i podciągami. Kościół jest trójnawowy, nieorientowany o wnętrzach w barokowym

- Kościół parafialny pod wezwaniem św. Rocha w Zygrach (dekanat szadkowski). Powstał w 1809 roku. Pierwotnie spełniał rolę kaplicy pw. św. Wojciecha. Jest to orientowana świątynia zbudowana w stylu klasycystycznym na planie ośmiokąta, posiada 4 przybudówki i okazałą dzwonnicę dostawioną w 2001 r. Fundatorem kościoła był prawdopodobnie miejscowy dziedzic Ignacy Cielecki.

- Kościół parafialny pw. św. Małgorzaty w Zadzimiu. Jest to najstarsza z zachowanych świątyń na terenie gminy. Ten jednonawowy, późnorenesansowy kościół powstał w 1640–1642 roku. Murowany kościół sklepiony, z podziemiami wystawił w roku 1642 referendarz koronny Aleksander z Otoka Zaleski. Był co najmniej dwukrotnie remontowany w 1903 i 1929 r. Zbudowany z pełnej cegły, liczne ozdobne gzymsy i opaski. Bogato wyposażone wnętrze (5 ołtarzy w stylu barokowym i klasycystycznym, najstarszy z nich – ołtarz główny pochodzi z XVII w.) urozmaica nagrobek rodziny Burzeńskich wykonany w XVI wieku i portret fundatora kościoła naturalnej wielkości namalowany w połowie XVII w.[5]

- Pałac w Zadzimiu. Wymurowany z cegły pełnej w połowie XIX w., uległ wielokrotnym przeróbkom, przez co nie zachował oryginalnego wyglądu. Bogato przyozdobione elewacje (gzymsy, obramienia okienne, szlachetne tynki) uległy częściowemu zniszczeniu. Budynek ten jeszcze do niedawna spełniał funkcję Gminnej Przychodni Zdrowia, później popadł w ruinę. Aktualnie trwają prace renowacyjne.
- Park w Zadzimiu. Ten siedmiohektarowy park otacza wyżej wspomniany pałac. Został założony w połowie XVIII wieku przez Karola Dąbrowskiego. Regularna kompozycja, oparta na dwóch orientowanych osiach (oś biegnąca z zachodu na wschód z widokiem na kościelną wieżę). Na uwagę zasługuje bogaty drzewostan parku, m.in.: aleja dereniowa i grabowa, okazałe dęby, jesiony i graby, z których część została objęta prawną ochroną i wpisana do księgi pomników przyrody. Aktualnie trwa jego remont i modernizacja.

Z pozostałych zabytków gminy Zadzim warto wymienić jeszcze: XIX-wieczny dwór w Małyniu, kaplicę grobową we wsi Wierzchy, dwór z parkiem we Woli Flaszczynej i w Zalesiu. Na obszarze gminy zlokalizowane są także liczne stanowiska archeologiczne i mniej ważne obiekty zabytkowe pozostające pod opieką konserwatora. Na uwagę zasługują także cmentarze w Zadzimiu, Zygrach, Małyniu i Wierzchach, na których zlokalizowane są zabytkowe nagrobki powiększające zasoby dziedzictwa kulturowego gminy.

## Rolnictwo
Na obszarze gminy przeważają gleby słabo urodzajne, tj. głównie płowe i bielicowe. Gdzieniegdzie spotykamy się z glebami dobrymi z dużym poziomem próchniczym i urodzajnością. W gminie uprawia się głównie żyto, pszenżyto, jęczmień, owies i ziemniaki. Pola pszenicy są rzadkim widokiem. Zaś na glebach lepszych, których jak powiedziałem, jest niewiele rośnie kukurydza i rzepak, kiedyś można było także zobaczyć na nich buraki cukrowe. W okolicach Zadzimia bardzo dobrze rozwinęło się sadownictwo. Jest ono wysoko towarowe, produktywne, nowoczesne i bardzo dobre jakościowo. Uprawia się prawie tylko jabłka, ale także śliwki i inne owoce, jak np. gruszki. Właśnie, jeśli chodzi o sadownictwo, jesteśmy liderem w powierzchni upraw i zbiorów w całym regionie, zresztą nie tylko. Pomimo dopłat i innych pozytywnych działań skierowanych w stronę rolników liczba ich drastycznie maleje. Tam gdzie wsie w PRL-u zajmowały się tylko rolnictwem dzisiaj prawie wszyscy pracują w usługach i to praktycznie tylko w mieście.

## Przemysł
Głównymi zakładami przemysłowo-usługowymi jest spółka Magrol, oferująca kompleksowe zaopatrzenie rolnictwa w środki do produkcji rolnej, materiały budowlane, opał, paliwa, transport, aczkolwiek także firma Godziński zajmuje się bardzo podobnymi sprawami. Drugim wielkim na skalę gminy zakładem przemysłowym jest szwalnia Gucio zajmująca się produkcją bielizny damskiej, męskiej i dziecięcej oraz dzianin. Na terenie gminy istnieje parę innych zakładów przemysłowo-budowlanych czy szwalń, a także piekarnia. Łączna liczba podmiotów zajmujących się przemysłem lub budownictwem wynosiła w gminie w 2010 roku 83, zaś rok później już 80.

## Usługi
W wielu wsiach istnieją prywatne sklepy, w których zaopatruje się miejscowa ludność. Największe z nich to m.in. otwarty na początku 2020 roku sklep Dino w Zadzimiu, sklep Darmar i sklep Klaudia w Zadzimiu, czy sklep Dziemidkiewicz w Zygrach. Poza tym istnieją jeszcze inne sklepy, m.in. maszynowe, chemiczne czy te zajmujące się sprzedażą ubrań. W gminie znajdują się także kwiaciarnie oraz dwa banki – nowo wybudowany Bank Spółdzielczy w Zadzimiu i jego filia w Zygrach. Inną dużą działalnością usługową zajmują się właściciele stacji paliw Manhattan w Zygrach. W gminie znajduje się jeszcze kilkadziesiąt innych obiektów usługowych. Ogółem mówiąc liczba oficjalnie zarejestrowanych podmiotów gospodarki usługowej w gminie wynosiła w 2010 roku 177, a w 2011 roku 178.

## Oświata
Na terenie gminy Zadzim znajdują się dwie szkoły podstawowe i dwa przedszkola – w Zespole Szkół w Zygrach oraz Zespole Szkół w Zadzimiu. Z powodu niskiego przyrostu naturalnego, zmniejsza się liczba uczniów. Dlatego też zamknięto dwie szkoły – Szkołę Podstawową w Iwoniach oraz w Małyniu. Niegdyś na terenie gminy działało wiele szkół – wiele było także dzieci. Jeśli zaś chodzi o stan tych dwóch placówek to jest on bardzo dobry. Pracuje w nich miła i wysoko wykwalifikowana kadra, której nauczanie przynosi pozytywny skutek, co widać po ocenach i osiągnięciach uczniów.
| Rok  | Szkoły podstawowe | Liczba uczniów | Gimnazja | Liczba uczniów | Przedszkola i oddziały | Liczba dzieci |
| ---- | ----------------- | -------------- | -------- | -------------- | ---------------------- | ------------- |
| 1999 | 4                 | 511            | 1        | 80             | 4                      | 100           |
| 2005 | 3                 | 369            | 2        | 204            | 3                      | 75            |
| 2011 | 2                 | 280            | 2        | 159            | 3                      | 93            |

## Klimat

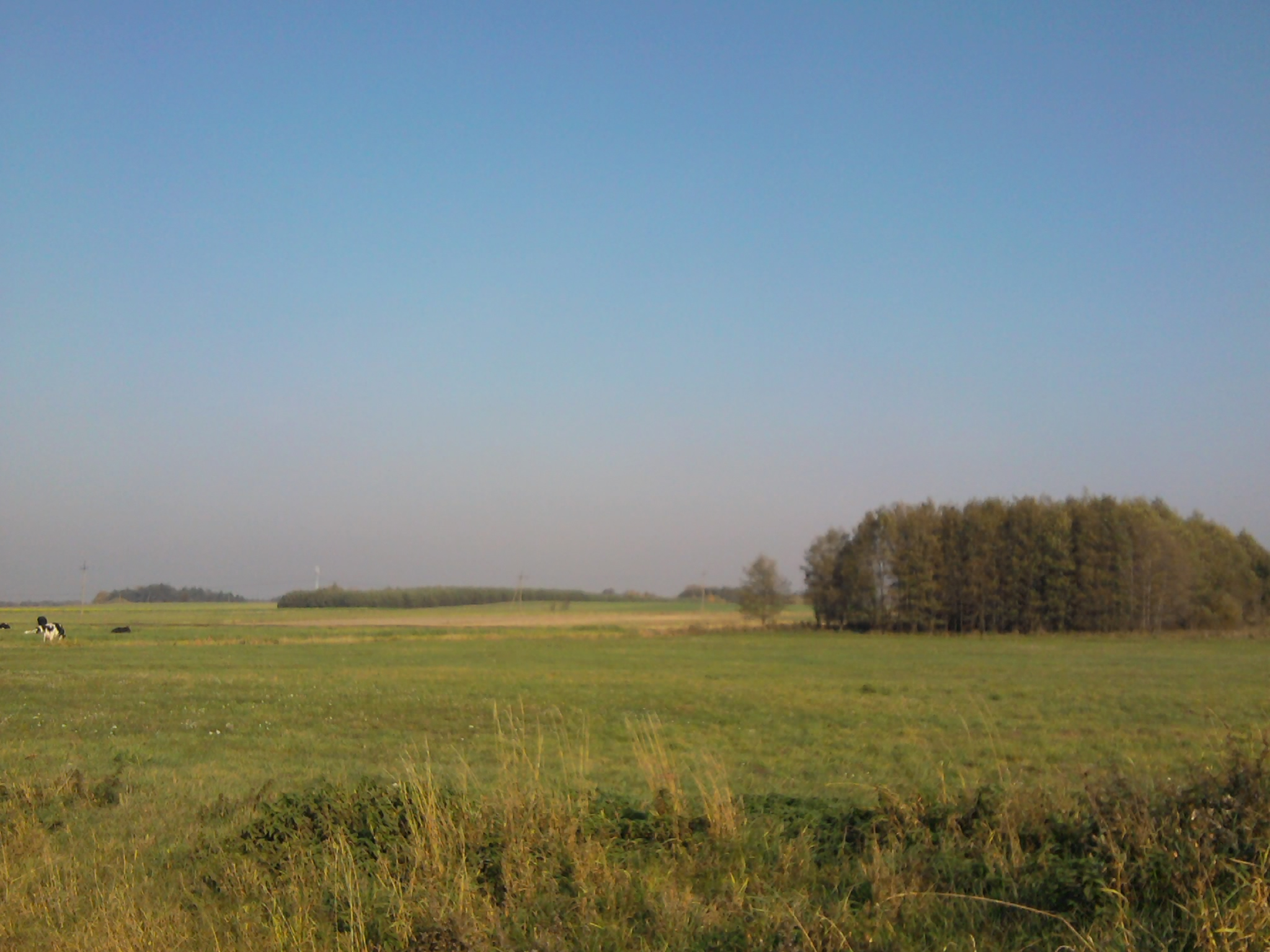
Lato, łąki nad Pisią

Obszarze gminy Zadzim leży w strefie występowania przejściowej odmiany klimatu subregionu środkowopolskiego – według Mapy regionów klimatycznych Polski. Wpływ na pogodę mają zarówno Ocean Atlantycki, jak i wielki kontynent azjatycki. Ukształtowanie powierzchni i położenie centrów barycznych sprzyja cyrkulacji powietrza typu równoleżnikowego, z dominującymi polarno–morskimi i polarno–kontynentalnymi masami powietrza.
Średnia roczna temp. powietrza na terenie gminy wynosi 7,7 °C. Najzimniejszym miesiącem jest luty z 2,5 stopniowym mrozem, najcieplejszy natomiast jest lipiec, którego średnia temperatura wynosi 18 °C.
Wysokość opadów na obszarze gminy kształtuje się średnio na poziomie 525–530 mm. Największe opady przypadają na lato, z absolutnym maksimum (powyżej 100 mm) w najcieplejszym miesiącu roku – lipcu. Wiosną i jesienią odnotowuje się średnie w cyklu rocznym sumy opadów na poziomie 30–40 mm. Najzasobniejsze w opady są zimowe miesiące ze styczniem i lutym, podczas których spada w sumie niecałe 10 mm wody.

## Wody
Na obszarze gminy Zadzim występują artezyjskie i subartezyjskie wody związane głównie ze skałami węglanowymi (opokami, gezami i marglami) górnej kredy. Głównie są to wody szczelinowe i porowo-szczelinowe pod ciśnieniem około 7 atmosfer.

## Flora
Flora, jako jeden z głównych elementów środowiska biotycznego odgrywa zasadniczą rolę w określaniu atrakcyjności przyrodniczej danego obszaru. Zróżnicowanie świata biologicznego na terenach gminy, podobnie jak i na obszarze całego województwa i kraju, uległo radykalnym zmianom w ostatnim tysiącleciu. Obecnie, jak i w przeszłości fauna gminy Zadzim opiera się głównie na ekosystemach leśnych.

## Lasy
Pierwotnie obszar ten zajmowała gęsta puszcza z bardzo zróżnicowanym, wielogatunkowym drzewostanem. W zachodniej części gminy przeważała kujawska odmiana grądów środkowoeuropejskich, południowe obszary zajmowały olsy środkowoeuropejskie i subkontynentalne lasy mieszane, pozostałe tereny gminy porastały lipowo-grabowo-dębowe wyżynne grądy, subkontynentalne i świetliste dąbrowy. Lasy pokrywają 13,6% powierzchni gminy, co stanowi 1973 ha. Pod względem lesistości jest to wynik niższy od średniej krajowej (–530 ok. 29%), jak i województwa (20,2%). W rękach prywatnych znajduje się 42,2% ogólnej powierzchni leśnej (835 ha), reszta stanowi własność państwową administrowaną przez nadleśnictwa Poddębice i Sieradz. Na obszarze gminy dominują zbiorowiska borowe, w których znaczną przewagę ma drzewostan sosny zwyczajnej, dużo mniejsze znaczenie odgrywają lasy brzozowe i zlokalizowane w pobliżu Dzierżązny Szlacheckiej skupiska modrzewia i grabu.

## Struktura powierzchni
Według danych z roku 2002 gmina Zadzim ma obszar 144,36 km², w tym:
- użytki rolne: 80%
- użytki leśne: 14%

Gmina stanowi 16,39% powierzchni powiatu.

## Demografia
Dane z 30 czerwca 2004:
| Opis                              | Ogółem | Ogółem | Kobiety | Kobiety | Mężczyźni | Mężczyźni |
| --------------------------------- | ------ | ------ | ------- | ------- | --------- | --------- |
| Jednostka                         | osób   | %      | osób    | %       | osób      | %         |
| Populacja                         | 5416   | 100    | 2665    | 49,2    | 2751      | 50,8      |
| Gęstość zaludnienia [mieszk./km²] | 37,5   | 37,5   | 18,5    | 18,5    | 19,1      | 19,1      |

W roku 2010 w gminie mieszkało:
- 5221 osób
- 2652 mężczyzn, co stanowiło 50,8% ludności gminy
- 2569 kobiet, co stanowiło 49,2% ludności gminy

Poniższe zestawienie przedstawia strukturę wiekową gminy (2010):
| Wiek             | Liczba osób (2010) | Procent całości | Liczba osób (2011) | Procent całości |
| ---------------- | ------------------ | --------------- | ------------------ | --------------- |
| przedprodukcyjny | 972                | 18,6            | 911                | 17,6            |
| produkcyjny      | 3097               | 59,3            | 3117               | 60,3            |
| poprodukcyjny    | 1152               | 22,1            | 1141               | 22,1            |
| razem            | 5221               | 100             | 5169               | 100             |

Poniżej wartości wskaźników demograficznych: przyrostu naturalnego, salda migracji czy przyrostu rzeczywistego, a także liczby żywych urodzeń lub zgonów (2010):
- przyrost naturalny: -16 osób (-3,0‰)
- saldo migracji: +5 osób (+0,9‰)
- przyrost rzeczywisty: -11 osób (-2,1‰)
- urodzenia żywe: 62
- zgony: 78

Zarówno przyrost naturalny, jak i rzeczywisty jest w gminie ujemny.

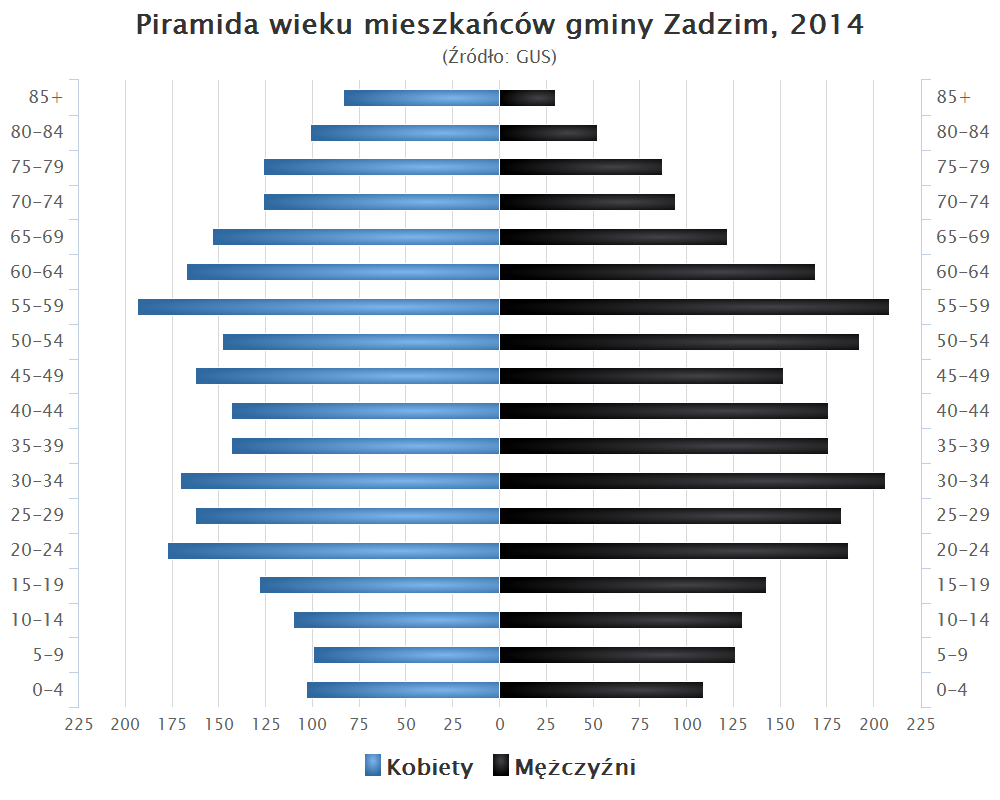
Piramida wieku mieszkańców gminy Zadzim w 2014 roku

## Zmiany ludnościowe
| Rok  | Liczba ludności | Przyrost rzeczywisty w % |
| ---- | --------------- | ------------------------ |
| 1983 | 6631            | –                        |
| 1986 | 6453            | -2,7%                    |
| 1989 | 6104            | -5,7%                    |
| 1997 | 5900            | -3,5%                    |
| 2000 | 5882            | -0,3%                    |
| 2002 | 5570            | -5,6%                    |
| 2004 | 5416            | -2,8%                    |
| 2008 | 5240            | -3,4%                    |
| 2009 | 5232            | -0,15%                   |
| 2010 | 5221            | -0,2%                    |
| 2011 | 5169            | -0,1%                    |

## Mechanizacja w rolnictwie i pogłowie zwierząt
Liczba ciągników i ich liczba na 100 ha użytków rolnych:
| Rok  | Liczba ciągników | Na 100 ha |
| ---- | ---------------- | --------- |
| 1996 | 958              | 8,4       |
| 2002 | 991              | 8,7       |
| 2010 | 1044             | 10,5      |

Tabela przedstawia rodzaj zwierzęcia i jego liczebność w danych latach:
| Rodzaj zwierzęcia | Liczba w 1996 | Liczba w 2002 | Liczba w 2010 |
| ----------------- | ------------- | ------------- | ------------- |
| Bydło             | 5389          | 5248          | 5260          |
| Krowy             | 2580          | 2540          | 2257          |
| Trzoda chlewna    | 8177          | 9390          | 5780          |
| Kury              | 21097         | 33220         | 19103         |
| Konie             | 279           | 149           | 84            |
| razem             | 37522         | 50547         | 32484         |

## Powierzchnia zasiewu roślin i gospodarstwa
Tabela przedstawia powierzchnię zasiewu danych roślin (w ha):
| Rok  | Zboża | Ziemniaki | Uprawy przem. | Buraki cukrowe | Rzepak i rzepik | Pastewne | Strączkowe | Warzywa gruntowe | Powierzchnia zasiewów |
| ---- | ----- | --------- | ------------- | -------------- | --------------- | -------- | ---------- | ---------------- | --------------------- |
| 1996 | 5860  | 2460      | 0             | 82             | 0               | 17       | 1          | 43               | 8463                  |
| 2002 | 6414  | 1811      | 0             | 15             | 0               | 5        | 1          | 35               | 8281                  |
| 2010 | 5823  | 743       | 300           | 0              | 295             | 0        | 0          | 10               | 7171                  |

Tabela przedstawia liczbę gospodarstw w poszczególnych latach oraz ich średnią wielkość:
| Rok  | Liczba gospodarstw | Średnia wielkość w ha |
| ---- | ------------------ | --------------------- |
| 1996 | 1270               | 8,94                  |
| 2002 | 1293               | 8,85                  |
| 2010 | 990                | 10,01                 |

## Użytkowanie ziemi według Powszechnych Spisów Rolnych
Powierzchnia gminy według użytkowania:
| Rodzaj powierzchni | Powierzchnia w ha (1996) | % ogółu | Powierzchnia w ha (2002) | % ogółu | Powierzchnia (2010) | % ogółu |
| ------------------ | ------------------------ | ------- | ------------------------ | ------- | ------------------- | ------- |
| Użytki rolne       | 11359                    | 78,7    | 11442                    | 79,3    | 9909                | 69,7    |
| Grunty orne        | 8844                     | 61,3    | 8789                     | 60,9    | 7533                | 52,2    |
| Sady               | 201                      | 1,4     | 229                      | 1,6     | 218                 | 1,5     |
| Łąki               | 1453                     | 10,0    | 1624                     | 11,3    | 1567                | 10,9    |
| Pastwiska          | 861                      | 6,0     | 800                      | 5,5     | 591                 | 4,1     |
| Lasy               | 1929                     | 13,4    | 2020                     | 14,0    | 2470                | 17,1    |
| Nieużytki          | 1144                     | 7,9     | 970                      | 6,7     | 2053                | 13,2    |
| Ogółem             | 14432                    | 100,0   | 14432                    | 100,0   | 14432               | 100,0   |

## Struktura wielkościowa gospodarstw
| Wielkość gospodarstwa | Liczba w 1996 | % ogółu | Liczba w 2002 | % ogółu | Liczba w 2010        | % ogółu |
| --------------------- | ------------- | ------- | ------------- | ------- | -------------------- | ------- |
| 1-2 ha                | 71            | 5,9     | 251           | 19,5    | 303 (1-5 ha)         | 30,6    |
| 2-5 ha                | 232           | 19,4    | 230           | 17,8    | 1-5 ha               | –       |
| 5-7 ha                | 207           | 17,3    | 167           | 13,0    | 355 (5-10 ha)        | 35,8    |
| 7-10 ha               | 278           | 23,2    | 215           | 16,7    | 5-10 ha              | –       |
| 10-15 ha              | 261           | 21,8    | 226           | 17,5    | 158                  | 16,0    |
| 15-20 ha              | 99            | 8,3     | 116           | 9,0     | 174 (15 ha i więcej) | 17,6    |
| 20-50 ha              | 47            | 3,9     | 84            | 6,5     | 15 ha i więcej       | –       |
| 50-100 ha             | 0             | 0,0     | 0             | 0,0     | 15 ha i więcej       | –       |
| pow. 100 ha           | 2             | 0,2     | 0             | 0,0     | 15 ha i więcej       | –       |
| razem                 | 1197          | 100,0   | 1289          | 100,0   | 990                  | 100,0   |

## Pomoc społeczna i ochrona zdrowia
Pomocą społeczną w gminie zajmuje się Gminny Ośrodek Pomocy Społecznej w Zadzimiu, zaś ochroną zdrowia i leczeniem Samodzielny Publiczny Zakład Opieki Zdrowotnej w Zadzimiu, jedyny w całej gminie.
Dane statystyczne: Udział beneficjentów pomocy społecznej w ogólnej liczbie mieszkańców wyniósł w 2010 roku 8% i był najniższy w powiecie. Średnia powiatowa wynosiła 14%.
Liczba ludności na jeden zakład opieki zdrowotnej wynosi w gminie 5221 i jest najwyższa w powiecie. Powiatowa średnia liczby ludności na jeden zakład opieki zdrowotnej wynosi 2293 osoby.

## Sołectwa
Adamka, Bąki, Bogucice, Bratków Dolny, Charchów Księży, Charchów Pański, Chodaki, Dąbrówka, Dzierzązna Szlachecka, Górki Zadzimskie, Grabina, Iwonie, Jeżew, Kłoniszew, Kraszyn, Małyń, Marcinów, Otok, Pałki, Pietrachy, Piotrów, Ralewice, Ruda Jeżewska, Rzechta Drużbińska, Rzeczyca, Skęczno, Stefanów, Wierzchy, Wola Flaszczyna, Wola Zaleska, Wyrębów, Zadzim, Zygry, Żerniki.

## Pozostałe miejscowości
Alfonsów, Annów, Anusin, Babiniec, Bratków Górny, Budy Jeżewskie, Dąbrówka Szadkowska, Dziadów, Głogowiec, Grabina, Grabinka, Hilarów, Jeżew PGR, Józefów, Kazimierzew, Chodaki (kolonia), Rzeczyca (kolonia wsi), Leszkomin, Maksymilianów, Nowy Świat, Otok PKP, Piła, Rudunki, Sadzisko, Sikory, Szczawno Rzeczyckie, Urszulin, Walentynów, Wiorzyska, Wola Dąbska, Wola Sipińska, Zaborów, Zalesie, Zalesie PGR, Zawady.

## Rynek pracy
Stan bezrobocia:
- styczeń 2011: 270 osób (+26 osób)
- grudzień 2011: 287 osób (+9 osób)

Średnia za rok 2011: 260 osób
- styczeń 2012: 304 osoby (+17 osób)
- grudzień 2012: 303 osoby (+19 osób)

Średnia za 2012 rok: 282 osoby
Liczba bezrobotnych w gminie wzrosła z roku 2011 na 2012 o 8,5%.

## Sąsiednie gminy
Lutomiersk, Pęczniew, Poddębice, Szadek, Warta, Wodzierady